# Élection présidentielle ghanéenne de 2020
L'élection présidentielle ghanéenne de 2020 a lieu le 7 décembre 2020 afin d'élire le président du Ghana. Des élections législatives ont lieu en même temps que le premier tour. 
Le président sortant, Nana Akufo-Addo, se présente pour un second et dernier mandat. Il est réélu dès le premier tour avec 51 % des voix face notamment à l'ancien président John Dramani Mahama, qui réunit 47 % des suffrages.

## Contexte
L'élection présidentielle de décembre 2016 donne lieu à une alternance politique avec la victoire du candidat du Nouveau Parti patriotique (NPP), Nana Akufo-Addo sur le président sortant John Mahama, membre du Congrès démocratique national (NDC), qui concourait pour un second mandat. Le NPP revient ainsi au pouvoir après huit années d'opposition. John Mahama reconnait rapidement sa défaite, permettant une nouvelle fois au pays de connaitre une alternance pacifique du pouvoir.
En février 2019, le NDC choisit à nouveau Mahama pour candidat à la présidence. L'annonce de sa candidature est suivie en décembre de la même année de celle du président sortant, Akufo-Addo, qui déclare son intention de concourir pour un second mandat à la tête du NPP. Le scrutin — dont la campagne est largement dominée par les questions économiques — est par conséquent perçu comme une « revanche » entre les deux même principaux candidats,.
Trois jours avant le scrutin de 2020, Akufo-Addo et Mahama signent un « pacte de paix » dans lequel ils s'engagent à s'opposer à toute violence lors du processus électoral, et à en reconnaitre les résultats.

## Système électoral
Le président du Ghana est élu au scrutin uninominal majoritaire à deux tours pour un mandat de quatre ans renouvelable une seule fois. Est élu le candidat ayant recueilli la majorité absolue des suffrages exprimés au premier tour. À défaut, un second tour est organisé entre les deux candidats arrivés en tête au premier, et celui recueillant le plus de voix est déclaré élu. Chaque candidat à la présidence se présente avec un candidat à la vice présidence.
Peuvent participer au scrutin tous les citoyens ghanéens âgés d'au moins 18 ans. Quant aux candidats, ils doivent notamment être ghanéens de naissance et être âgés d'au moins quarante ans.

## Résultats
|                          | Nana Akufo-Addo Mahamudu Bawumia                    | NPP                      | 6 730 587  | 51,30 |  |  |
|                          | John Mahama Jane Naana Opoku-Agyemang               | NDC                      | 6 213 182  | 47,36 |  |  |
|                          | Christian Kwabena Andrews Abu Grant Lukeman         | GUM                      | 105 548    | 0,80  |  |  |
|                          | Ivor Greenstreet Emmanuel Bobobee                   | CPP                      | 12 200     | 0,09  |  |  |
|                          | David Akpasera Divine Ayivor                        | PNC                      | 10 882     | 0,08  |  |  |
|                          | Asiedu Walker Jacob Osei Yeboah                     | SE                       | 9 704      | 0,07  |  |  |
|                          | Kofi Akpaloo Margaret Obrine Sarfo                  | LPG                      | 7 683      | 0,06  |  |  |
|                          | Hassan Ayariga Frank Yaw Kuadey                     | APC                      | 7 138      | 0,05  |  |  |
|                          | Brigitte Dzogbenuku Kofi Asamoah-Siaw               | PPP                      | 6 849      | 0,05  |  |  |
|                          | Nana Konadu Agyeman Rawlings Peter Tennyson Asamoah | NDP                      | 6 549      | 0,05  |  |  |
|                          | Akua Donkor Ernest Adakabre Frimpong Manso          | GFP                      | 5 574      | 0,04  |  |  |
|                          | Henry Herbert Lartey Andy Bampoe-Sekyi              | GCPP                     | 3 564      | 0,03  |  |  |
|                          |                                                     |                          |            |       |  |  |
| Votes valides            | Votes valides                                       | Votes valides            | 13 119 460 | 97,67 |  |  |
| Votes blancs et nuls     | Votes blancs et nuls                                | Votes blancs et nuls     | 313 397    | 2,33  |  |  |
| Total                    | Total                                               | Total                    | 13 432 857 | 100   |  |  |
| Abstention               | Abstention                                          | Abstention               | 3 595 084  | 21,11 |  |  |
| Inscrits / participation | Inscrits / participation                            | Inscrits / participation | 17 027 941 | 78,89 |  |  |

## Analyse et suites

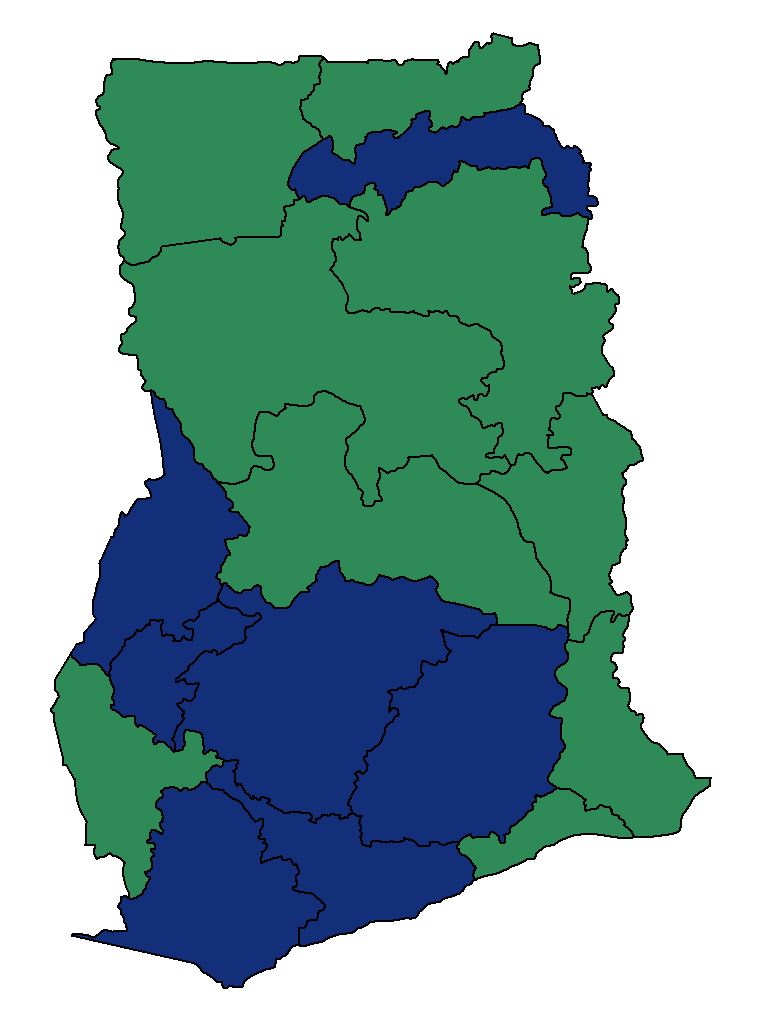
Candidat arrivé en tête par région.

Nana Akufo-Addo l'emporte dès le premier tour malgré un scrutin jugé très serré, qui aboutit lors des législatives organisées le même jour à un parlement sans majorité, les deux principaux partis obtenant le même nombre de sièges. L’opposition conteste les résultats, annonçant vouloir faire appel. le 4 mars 2021, cependant, ses recours sont rejetés comme étant sans fondements,.